# 東西澚
東西澚，是澎湖自清治時期至日治初期的一個行政區劃，其範圍即今澎湖縣的馬公市中北部。
東西澚之西南、西、北邊瀕海，東北邊為鼎灣澚，東邊為林投澚，東南邊為嵵裡澚飛地。

## 管轄街庄鄉
東西澚共轄10個街鄉：
- 今馬公市境內：媽宮街、火燒坪鄉、後窟潭鄉、西衛鄉、文澳鄉、紅木埕鄉、小案山鄉、大案山鄉、東衛鄉、宅腳嶼鄉

## 名人
- 黃步梯
- 高其華
- 鄭步蟾
- 郭鶚翔